# Ian Adam
Ian Adam (ur. 14 marca 1931 w Fortrose, zm. 10 maja 2007 w Londynie) – brytyjski śpiewak operowy (tenor) i trener śpiewu, długoletni nauczyciel Michaela Crawforda oraz współpracownik Andrew Lloyda Webbera.

## Życiorys
Ian Adam ukończył Robert Gordon's College w Aberdeen. Uczył się śpiewu pod kierunkiem między innymi Josepha Hislopa i Maggie Teyte. Występował w Scottish Opera w Glasgow, gdzie poznał swoją przyszłą współpracownicę, Kate Hughes. Razem z nią przeniósł się do Londynu, gdzie rozpoczął pracę jako trener śpiewu. Pracował z Michaelem Crawfordem przed jego występem w musicalu Billy (1973) i pozostał jego nauczycielem także w późniejszych latach. W latach 80. pracował również z Sarah Brightman, która zarekomendowała Crawforda swojemu mężowi, Andrew Lloydowi Webberowi, kompletującemu obsadę do musicalu Upiór w operze. Adam współpracował także z Webberem przy pracy nad musicalami Cats, Evita oraz Starlight Express.
Innymi uczniami Iana Adama w jego studiu w South Kensington byli: Jeremy Irons, Michael Ball, Siân Phillips, Elaine Paige, Tom Conti, Boy George, Marc Almond, Lulu, Clive James oraz księżna Yorku. Trenował australijską sopranistkę Rhondę Bruce. Pracował również nad wymową członków gabinetu Margaret Thatcher i ochroniarzy księżnej Diany.
Ian Adam był reżyserem brytyjskiej premiery opery La vera costanza autorstwa Josepha Haydna. W 1989 roku prowadził w telewizji BBC własny program I’d Like to Teach the World to Sing. Zagrał epizodyczną rolę nauczyciela śpiewu w filmie Confetti (2006). Współpracował przy realizacji filmów Stracone zachody miłości (2000) oraz Sweeney Todd: Demoniczny golibroda z Fleet Street (2007, jako trener Johnny'ego Deppa i Heleny Bohnam Carter).
Zmarł po krótkiej chorobie w londyńskim szpitalu, 10 maja 2007 roku.